# ويلمر
ويلمر (بالإنجليزية: Wilmer, Texas)‏ هي مدينة تقع في مقاطعة دالاس بولاية تكساس في شمال شرق الولايات المتحدة. تبلغ مساحة هذه المدينة 16.7 (كم²)، وترتفع عن سطح البحر 142 م، بلغ عدد سكانها 3682 نسمة في عام 2010 حسب إحصاء مكتب تعداد الولايات المتحدة .

## وصلات خارجية
- The US50 - Cities and Towns in Texas State